# Hrdina Kyrgyzstánu
Hrdina Kyrgyzstánu či Hrdina Kyrgyzské republiky (kyrgyzsky: Кыргыз Республикасынын Баатыры) je státní vyznamenání Kyrgyzské republiky založené roku 1996.

## Historie a pravidla udílení
Vyznamenání bylo založeno dne 16. dubna 1996 Zákonem o založení státních vyznamenání Kyrgyzské republiky. Udílen je za vynikající služby státu a lidu, za dosažení hrdinského činu ve jménu svobody a nezávislosti Kyrgyzské republiky. Jako první toto vyznamenání dne 4. února 1997 obdrželi kyrgyzští spisovatelé Tugelbaj Sydykbekov a Čingiz Ajtmatov a také kyrgyzský sochař Turgunbaj Sadykov.

## Insignie
Odznak o průměru 40 mm má tvar osmicípé hvězdy. Uprostřed je kulatý medailon s reliéfem orla. Vnější okraj medailonu je lemován stříbrným vavřínovým věncem.